# Мисс Интернешнл 1970
Мисс Интернешнл 1970 (англ. Miss International 1970) — 10-й конкурс красоты Мисс Интернешнл, который выиграла Аурора Пихуан, представительница Филиппин. Он был проведён 16 мая 1970 года в Exposition Hall Fairgrounds (Осака, Япония).

## Финальный результат
| Финальные результаты | Участница |
| -------------------- | --- |
| Мисс Интернешнл 1970 | - Филиппины — Аурора Пихуан |
| 1-я вице-мисс        | - Аргентина — Маргарита Марта Бриезе |
| 2-я вице-мисс        | - Австралия — Карен Папворт |
| 3-я вице-мисс        | - Япония — Тоши Суда |
| 4-я вице-мисс        | - Новая Зеландия — Сьюзан Гривас |
| Полуфиналистки       | - Коста-Рика — Хэди Бренес - Дания — Йенни Перфельдт - Эквадор — Лурдес Эрнандес - Германия — Сильке Каль - Исландия — Ирла Хардардоттир - Индия — Патриция Д'Суза - Норвегия — Тон Кнаран - Таиланд — Панарат Писуттисак - США — Ранди Блесенер - Югославия — Зденка Марн |

## Участница
- Аргентина - Маргарита Марта Бриезе
- Австралия - Карен Патриция Папворт
- Австрия - Ильза Вольфганг
- Бельгия - Хейде Лелеу
- Боливия - Нелли Сентено Перейра
- Великобритания - Жаклин «Джеки» Франческа Моллой
- Болгария - Бранимира Антонова
- Канада - Жаки Перрин
- Цейлон - Ширлен Минерва Де Силва
- Чили - Берта Гольдсмит
- Демократическая Республика Конго - Пита Калууя
- Коста-Рика - Джулия Хэйди Бренес
- Дания - Йенни Перфельдт
- Эквадор - Лурдес Эрнандес
- Финляндия - Ирен Карлова
- Франция - Доминик Паскье
- ФРГ - Сильке Мария Каль
- Греция - Катрина Сакка
- Гуам - Флора Ц. Баца
- Гавайи - Ивонн Хаунани Ян
- Нидерланды - Маржолен Аббинг
- Гонконг - Сесиль В. Бёкли
- Исландия - Эрла Хардардоттир
- Индия - Патриция Д’Суза
- Индонезия - Луис Менгком
- Ирландия - Anne Marie Murphy
- Италия - Россела Амбросиани
- Япония - Тоши Суда
- Республика Корея - Ким Ин Сук
- Люксембург - Габи Фежан
- Малайзия - Люси Ли
- Мальта - Сесиль Агуис
- Мексика - Лидия Гони
- Новая Зеландия - Сьюзан Франческо Гривес
- Никарагуа - Хосси Салинас
- Норвегия - Тон Кнаран
- Филиппины - Аврора «Ау-Ау» МакКенни Пихуан
- Португалия - Мария до Росариль де Фрейташ
- Сингапур - Маргарет Тан Кви Лин
- Испания - Мария Гарсия
- Швеция - Рита Рудольфссон Бенгтссон
- Швейцария - Йоланда Гавилер
- Таиланд - Панарат Писуттисак
- Турция - Мерал Экмексиоглу
- США - Ранди Сьюзан Блесенер
- Венесуэла - Марсия Пьяцца
- Югославия - Зденка Марн

## Не участвовали
- Бразилия — Нара Рубия Виэйра Монтейро
- Колумбия — Мирьям Беллини Аяла